# USS Minnesota (BB-22)
«Міннесота» (англ. USS Minnesota (BB-22) — американський п'ятий пре-дредноут класу «Коннектикат» та другий корабель військово-морських сил США, названий на честь штату Міннесота.
«Міннесота» був закладений 27 жовтня 1903 року на верфі компанії Newport News Shipbuilding & Dry Dock Company у Ньюпорт-Ньюсі. 8 квітня 1905 року він був спущений на воду, а 9 березня 1907 року увійшов до складу ВМС США.

## Історія служби

Карта маршруту Великого Білого флоту (державні кордони на карті 2009 року).

Найбільш значущою подією у проходженні служби «Міннесоти» був похід «Великого Білого флоту», за підтримки суден забезпечення, який за наказом Президента США Т. Рузвельта у 1907 році здійснив навколосвітню подорож, продемонструвавши усьому світові зрослу міць та силу американського флоту. 17 грудня флот, до якого входили майже усі американські лінійні кораблі того часу, виплив з Гемптон-Роудс і здійснив перехід на південь до Карибського басейну, а потім до Південної Америки, зупиняючись у Порт-оф-Спейн, Ріо-де-Жанейро, Пунта-Аренас та Вальпараїсо серед інших міст. Після прибуття до західного узбережжя Мексики в березні 1908 року флот провів три тижні, тренуючись у бойових стрільбах корабельної артилерії.
Потім флот відновив подорож уздовж Тихоокеанського узбережжя Америки, зупинившись у Сан-Франциско та Сіетлі, а потім перетнувши Тихий океан до Австралії, по дорозі зупинившись на Гаваях. Зупинки в південній частині Тихого океану включали Мельбурн, Сідней та Окленд.
Після Австралії флот повернув на північ до Філіппін, зупинившись у Манілі, а потім продовжив рух до Японії, де в Йокогамі відбулася церемонія привітання. У листопаді в Субік-Бей на Філіппінах протягом трьох тижнів проходили морські навчання. 6 грудня американські кораблі пройшли Сінгапур і увійшли в Індійський океан. В Коломбо флот поповнив запаси вугілля, перш ніж вирушити до Суецького каналу і знову поповнив вугіллям свої льохи в Порт-Саїді. Флот відвідав кілька середземноморських портів, перш ніж зупинитися в Гібралтарі, де міжнародний флот британських, російських, французьких та голландських військових кораблів привітав американців. Потім кораблі перетнули Атлантику, щоб повернутися на Гемптон-Роудс 22 лютого 1909 року, подолавши 46 729 морських миль (86 542 км). Там Теодор Рузвельт провів військово-морський огляд свого флоту.
Після повернення «Міннесота» була включена до складу Атлантичного флоту. Наступні три роки корабель проходив службу на східному узбережжі Сполучених Штатів, здійснюючи навчання, в 1910 році здійснив один похід до Ла-Маншу. Починаючи з 1912 року, корабель почав працювати в Карибському морі, особливо на фоні початку заворушень, які вибухнули в кількох країнах регіону. Протягом перших шести місяців 1912 року лінкор патрулював кубинські води; потім він прибув на базу США в затоці Гуантанмо, щоб підтримати придушення повстання на острові з 7 по 22 червня. У середині 1913 року «Міннесота» патрулювала східне узбережжя Мексики під час Мексиканської революції. У 1915 році «Міннесота» повернувся до Сполучених Штатів і відновив свою попередню рутину тренувань з періодичними походами до Карибського басейну. У листопаді 1916 року його перевели до резерву як флагман резервних сил Атлантичного флоту.
Після вступу США у Першу світову війну, з оголошенням 6 квітня 1917 року війни кайзерівській Німеччині, «Міннесоту» повернули на службу. Корабель призначили до 4-ї дивізії лінкорів, що базувався в Танжер-Саунд у Чесапікській затоці. Він провів війну як навчальний корабель, забезпечуючи підготовку артилеристів і персоналу машинного відділення.
29 вересня 1918 року під час курсування біля острова Фенвік у супроводженні есмінця «Ісраєл», лінкор наразився на морську міну, що була закладена німецьким підводним човном U-117, що завдало серйозних пошкоджень, але не призвело до втрат. Від вибуху в корпусі від кіля до нижньої кромки броньового поясу утворилася дірка. Затопило носову частину, але відремонтовані перегородки запобігли поширенню затоплення. На пониженій швидкості у 10 вузлів, «Міннесота» повернувся до військово-морської верфі Філадельфії, де було проведено ремонт. Робота тривала п'ять місяців, до цього моменту Німеччина підписала перемир'я, яке завершило війну.